# Timex Sinclair 2090
Timex Sinclair 2090 je joystick pro počítače Timex Sinclair 2068 a Timex Computer 2068. Joystick je navržený pro držení v jedné ruce, je vybaven ovládací pákou a tlačítkem. Joystick je kompatibilní s joysticky Atari, ale není kompatibilní s joysticky určenými pro počítače Sinclair ZX Spectrum.
Pro zjištění stavu joysticku obsahuje rozšířený Sinclair BASIC (Timex BASIC) počítačů Timex Sinclair 2068 a Timex Computer 2068 příkaz STICK.